# Здание главного почтамта (Гданьск)
Здание главного почтамта в Гданьске (пол. Poczta Polska w Wolnym Mieście Gdańsku) — историческое архитектурное сооружение, воздвигнутое в 1920 году в Вольном городе Данциге и действовавшее до вторжения Германии в Польшу, ознаменовавшего начало Второй мировой войны.

## История
Почтовая служба была учреждена в Данциге в соответствии с положениями Версальского договора, а её здания считались экстерриториальной польской собственностью.
Главный почтамт в Данциге включал несколько зданий и изначально был построен как немецкий военный госпиталь. В 1930 году здание «Гданьск 1» на площади Гевелия Платца в Старом городе стало главным почтамтом, в котором была прямая телефонная линия в Польшу. В 1939 году здесь работало около 100 человек. Некоторые польские почтовые работники принадлежали к организации самообороны и безопасности и многие состояли в польском «Стрелецком союзе». Согласно показаниям Эдмунда Чарашкевича, главный почтамт с 1935 года был важной составляющей польской разведывательной организации «Группа Зигмунт».
Во время роста напряжённости в отношениях между Польшей и Германией, в апреле 1939 года польское командование направило военного инженера и подпоручика армии Конрада Гудерского на побережье Балтийского моря. Вместе с Альфонсом Флисыковским и другими он помог организовать официальную и добровольную службы охраны на главном почтамте в Данциге и подготовить их к возможным боевым действиям. Помимо проведения обучения почтовых служащих Гудерский также устроил оборонительные сооружения внутри и вокруг здания, при этом были убраны близлежащие деревья и укреплён вход в здание. В середине августа ещё десять сотрудников прибыли в Данциг из польских почтовых отделений в Гдыне и Быдгоще (в основном унтер-офицеры запаса).

### Оборона почтамта
В здании польской почты 1 сентября находилось около 57 человек: Конрад Гудерский, 42 местных польских сотрудника, 10 сотрудников из Гдыни и Быдгоща, а также смотритель здания с женой и 10-летней дочерью, которые жили в здании. У польских сотрудников был тайник с оружием, в котором находились три лёгких пулемёта Browning wz. 1928, 40 единиц другого огнестрельного оружия и три сундука с ручными гранатами. Польский план обороны предписывал защитникам удерживать здание в течение 6 часов: предполагалось, что за это время к ним подойдёт подкрепление.
Немецкий план нападения, разработанный в июле 1939 года, предусматривал атаку на защитников здания с двух направлений. Отвлекающая атака должна была состояться у главного входа, в то время как основные силы должны были прорваться через стену из соседнего производственного здания и провести атаку с фланга.
1 сентября 1939 года польские милиционеры-ополченцы в течение 15 часов обороняли здание от нападений Оборонного батальона СС Данцига (СС города Данцига), местных формирований СА, немецкой Полиции порядка и специализированных подразделений полиции Данцига. Все защитники здания, кроме четверых скрывшихся во время капитуляции, как незаконные комбатанты были приговорены к смертной казни 5 октября 1939 года военным судом Германии и казнены.
В Польше эти события стали одним из наиболее известных эпизодов Польской сентябрьской кампании, их обычно изображают как героическую историю в пропорциях «Давида и Голиафа». С этой точки зрения, группа обычных почтальонов сражалась против немецких войск СС почти весь день.

## Настоящее время
После Второй мировой войны Данциг был возвращён в состав Польши. В настоящее время в здании Польского почтамта в Гданьске располагается Музей польской почты. Перед почтовым отделением находится памятник защитникам польской почты (открыт в 1979 году).